# Весёлый Привал
Весёлый Привал — деревня в Кормиловском районе Омской области России. В составе Новосельского сельского поселения.

## История
Основана в 1894 г. В 1928 г. село Веселый Привал состояло из 202 хозяйств, основное население — украинцы. Центр Весёлопривальского сельсовета Корниловского района Омского округа Сибирского края.

## Население
| 2010 |
| ---- |
| 395  |